# 比斯纳尔
比斯纳尔，是西班牙安达卢西亚自治区格拉纳达省的一个市镇。总面积13平方公里，2001年普查人口總數為780人，人口密度為每平方公里60人。